# Hydrologie de Monaco
L'hydrologie de Monaco est limitée car la principauté ne possède aucun cours d'eau.

## Présentation
C'est là une particularité géographique restreinte à 14 pays, dont trois en Europe, outre Monaco, Malte et le Vatican.
Plusieurs sources existent toutefois sur le territoire, par exemple celles de Fontvieille, Vaulabelle, Ingram, du Ténao, Alice (du Larvotto), Marie (du vallon Saint-Roman), de Testimonio ou le canal de Sainte-Dévote.
L'approvisionnement en eau potable s'effectue via ces sources ainsi que via deux cours d'eau, l'un situé sur le territoire français, la Vésubie, le second en partie sur le territoire italien, la Roya. Des accords bilatéraux garantissent ces approvisionnements.

## Historique
Il est fait mention, en 1808, d'un cours d'eau s'écoulant dans le vallon de Sainte-Dévote depuis la commune de la Turbie. 